# Tyler Roberson
Tyler Evan Roberson (Union Township, Nueva Jersey, 27 de enero de 1994) es un baloncestista estadounidense que es agente libre. Con 2,03 metros de estatura, juega en la posición de ala-pívot. 

## Trayectoria deportiva

### Universidad
Jugó cuatro temporadas con los Orange de la Universidad de Syracuse, en las que promedió 6,5 puntos, 3,1 rebotes y 1,1 asistencias por partido.

### Profesional
Tras no ser elegido en el Draft de la NBA de 2018, fue elegido en la decimoquinta posición del Draft de la G League por los Agua Caliente Clippers. Allí jugó una temporada en la que promedió 10,2 puntos y 7,0 rebotes por partido.
El 26 de julio de 2018 firmó contrato por una temporada con el AEK B.C. de la A1 Ethniki griega.
El 14 de noviembre de 2023 se anunció su incorporación a La Unión de Formosa de la Liga Nacional de Básquet de Argentina.